# 金沢平野

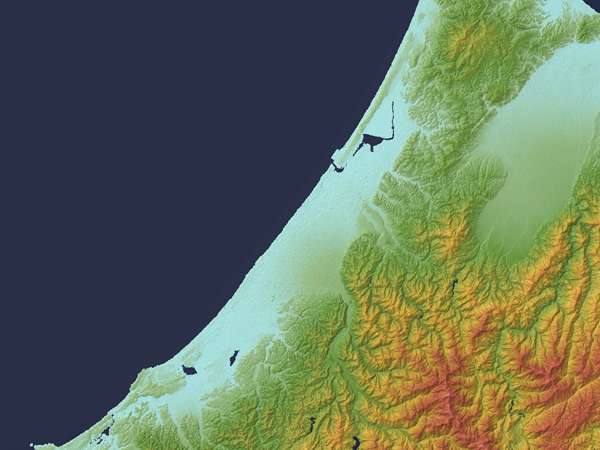
金沢平野の地形図

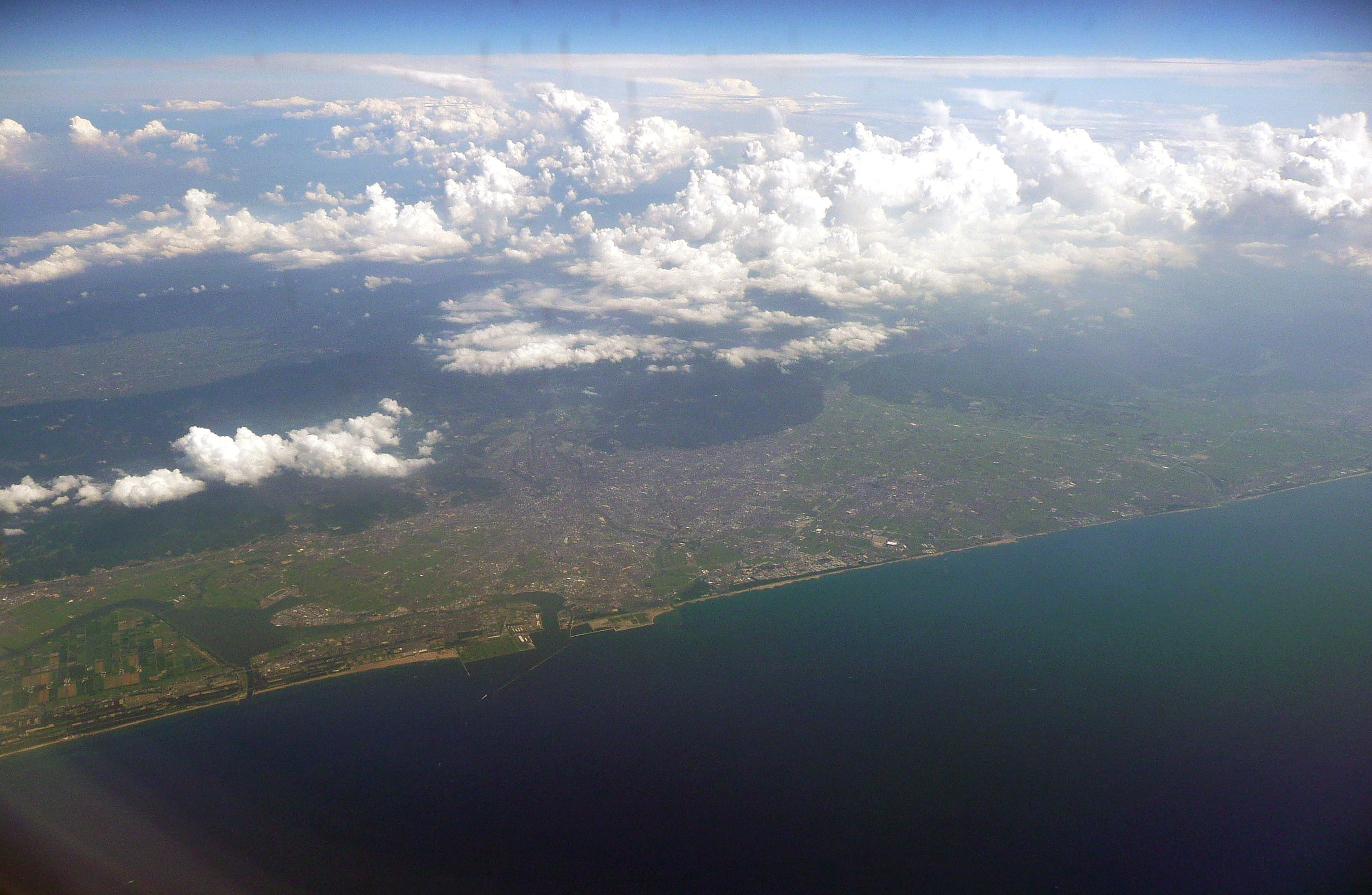
金沢平野北部金沢市街と河北潟

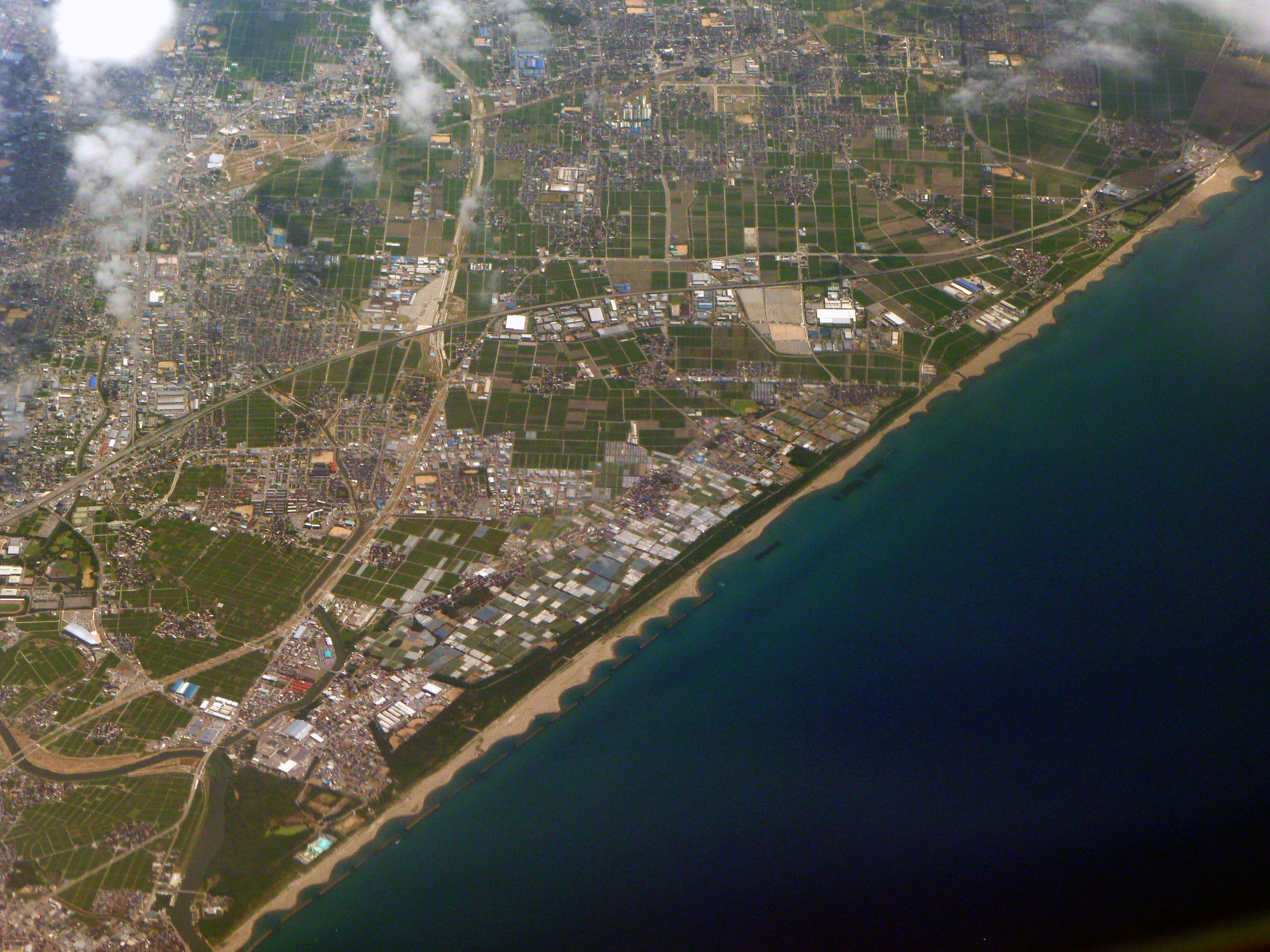
金沢平野白山市周辺。左下の河川は犀川。

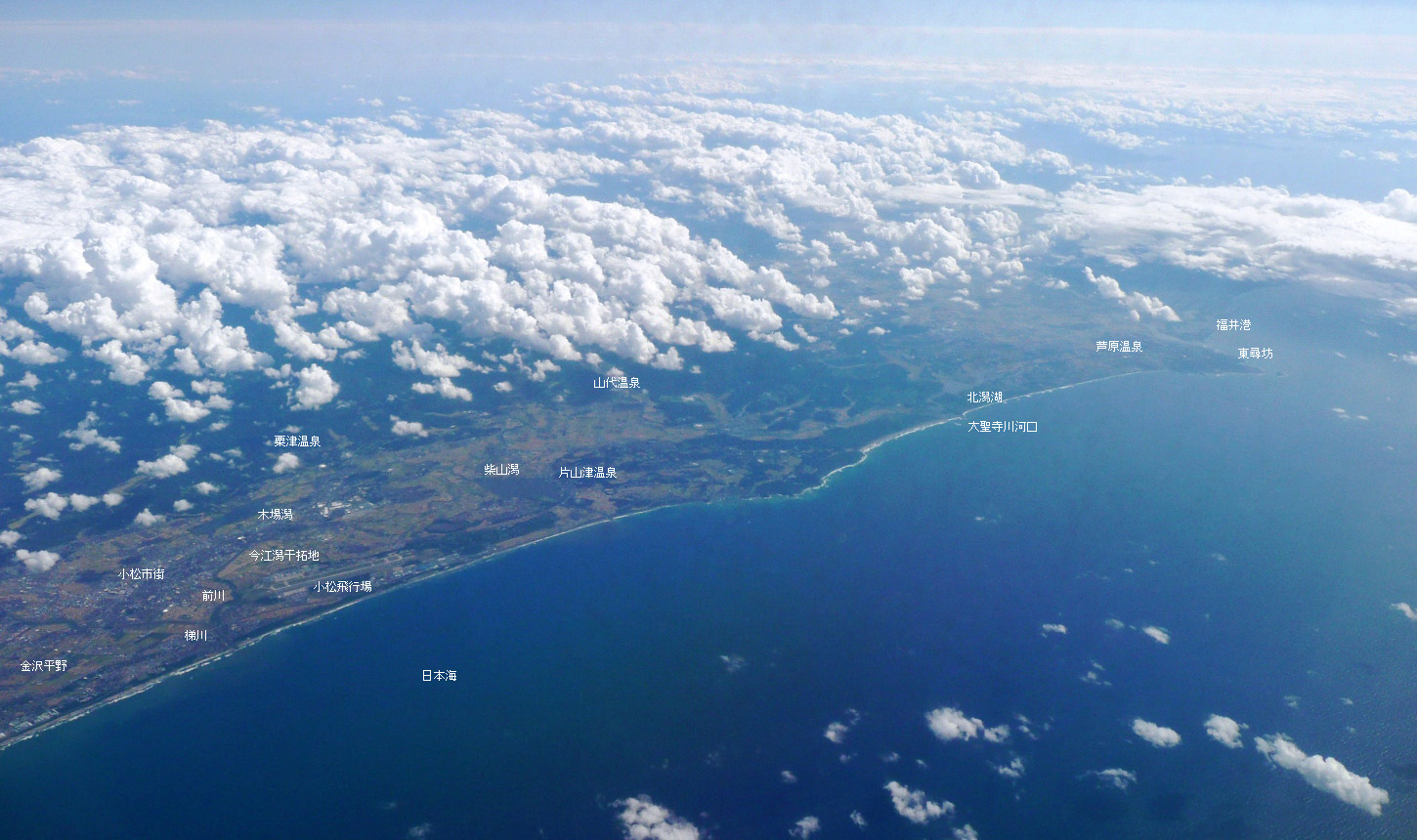
金沢平野南部小松空港付近

金沢平野（かなざわへいや）は、石川県南部に広がる沖積平野である。手取川を中心に梯川、犀川、浅野川による範囲を指すことが多いが、狭義には犀川、浅野川による範囲のみを指す。加賀平野・石川平野の別名もあるが、こちらを広義に使う場合は、「金沢平野」を狭義に使用する。

## 地形
細長い形状をしており、南北は海岸に沿って約60kmに伸び、東西は約10kmで、金沢市・白山市・野々市市・能美市・小松市・加賀市などを含む。南東は白山を含む両白山地、北西は日本海に面する。海岸には内灘砂丘・小松砂丘などの砂丘が発達している。砂丘の内側に河北潟・柴山潟などの潟が発達していたが、江戸時代以降に木場潟以外の潟は干拓され、その姿を変えている。
中部を流れる手取川は広大な扇状地を形成している。この扇状地に堆積する砂礫は河川上流である東側が厚いため、そこでは地下水を得るために深井戸を掘らなければならなかった。逆に河口側にあたる西側は鑿泉も容易かつ地下水量も豊かで、これを利用する繊維工業などが発達した。

## 産業
冬には積雪するため、これを避けて早場米の水田単作地帯となっている。明治時代中期に近代的耕地整理が進められ、反収2.5石という当時としては著しく高い生産性をあげた。砂丘では、スイカや源助大根などのダイコン、五郎島金時などのサツマイモが栽培されて、県外に出荷されている。ほかにもブドウやナシ、レンコンなどの栽培が行われている。近年、金沢平野で伝統的に栽培されている野菜を加賀野菜としてブランド化する動きがある。
工業は、伏流水を利用する繊維工業がかつては盛んであったが、近年はコマツなどの機械工場や電機工場が進出している。かつて、加賀藩が工芸を振興していたため、加賀友禅・漆器・金箔・九谷焼などの伝統工芸産業も行われている。白山市や金沢市では、加賀米と伏流水を利用した日本酒が製造されている。
観光地としても著名である。かつて城下町であった金沢市には日本三名園のひとつである兼六園がある。南部には、山中温泉・粟津温泉・山代温泉・片山津温泉などが集まる加賀温泉郷があり、石川県内有数の観光地として数えられる。